# Opalony Upłaz

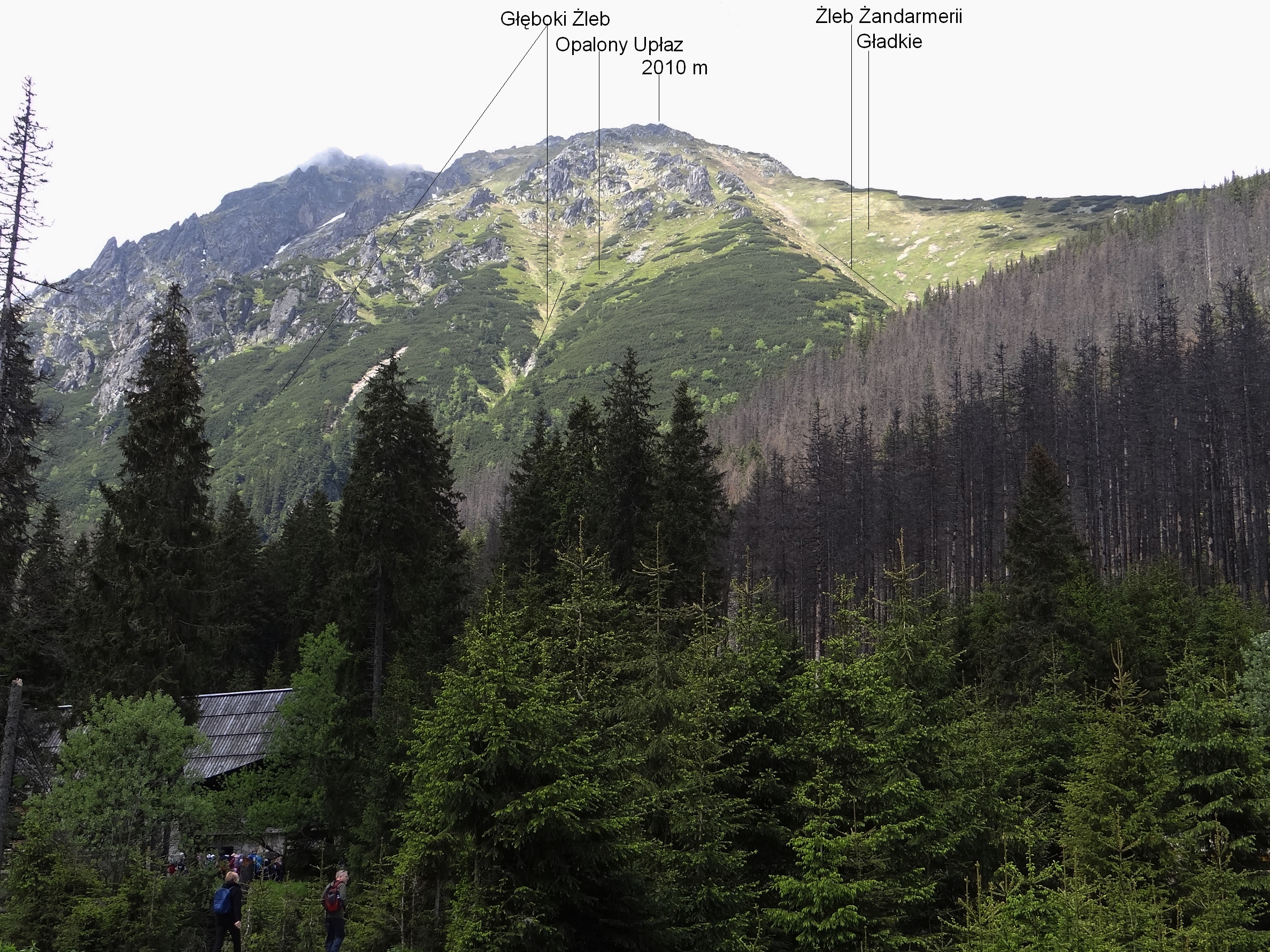
Widok z Włosienicy na Głęboki Żleb i Żleb Żandarmerii

Opalony Upłaz – upłaz na opadających do Doliny Rybiego Potoku stokach północno-wschodniej grani Opalonego Wierchu w polskich Tatrach Wysokich. Nazwa autorstwa Władysława Cywińskiego.
Jest to trawiasto-kosówkowa część zboczy w górnej części Głębokiego Żlebu, położona na średniej wysokości około 1800 m, pomiędzy dwoma grzędami stanowiącymi ograniczenie Głębokiego Żlebu. Opalony Upłaz przecięty jest dwoma żlebkami tego żlebu. Powyżej znajduje się pas skał, poniżej zwarte zarośla kosodrzewiny przecięte trzema żlebkami.
Opalony Upłaz zimą tworzy spory zbiornik śniegu. Trawiasty stok o dużym nachyleniu powoduje, ze zimą często zjeżdżają z niego lawiny przecinające niżej położony szlak turystyczny z Morskiego Oka przez Opalone do Doliny Pięciu Stawów Polskich. Z tego powodu szlak ten zimą jest wyłączany z ruchu turystycznego.